# Thaumastella
Thaumastella – rodzaj pluskwiaków z podrzędu różnoskrzydłych i nadrodziny tarczówek (Pentatomoidea). Jedyny rodzaj monotypowej rodziny Thaumastellidae.

## Taksonomia
Rodzaj Thaumastella opisany został w 1896 roku przez Gézę Horvátha jako przedstawiciel rodziny zwińcowatych. Do własnej rodziny, Thaumastellidae, przeniósł go w 1960 roku Seidenstücker lub w 1964 roku Pavel Štys. Dotąd opisano trzy gatunki z tej rodziny:
- Thaumastella aradoides
- Thaumastella elizabethae
- Thaumastella namaquensis

Część autorów umieszczała tę rodzinę w randze podrodziny ziemikowatych. Analiza filogenetyczna Grazii i innych z 2008 roku wskazuje, że takson ten powinien mieć rangę rodziny w obrębie nadrodziny tarczówek. Nie udało się jednak jednoznacznie wskazać jego pozycji filogenetycznej w jej obrębie.

## Opis
Pluskwiaki małe, nieprzekraczające 3,5 mm długości ciała. Ciało nieco spłaszczone, wydłużone, brązowo ubarwione. Kłujka czteroczłonowa, przy czym pierwszy człon zasłonięty przez bukule. Czułki trójczłonowe. Tarczka krótka, trójkątna. Kanalik gruczołów obronnych wydłużony. Na biodrach grzebyki spłaszczonych szczecin. Stopy trójczłonowe. Występują formy o skrzydłach w pełni rozwiniętych jak i krótkoskrzydłe. 
Przedstawiciele rodziny posiadają zdolność strydulacji. Ich aparat strydulacyjny charakteryzuje się położeniem limy na drugim tergicie, a stridulitrum na postkubitusie. 

## Rozprzestrzenienie
Thaumastellidae występują w Afryce Północnej, na Bliskim Wschodzie oraz na półpustyniach południowo-zachodniej Afryki.